# Jan Kępiński
Jan Kępiński z Kępna herbu Niesobia – stolnik owrucki w latach 1724–1733.
Jako deputat z województwa krakowskiego podpisał pacta conventa Stanisława Leszczyńskiego w 1733 roku.